# Gymnaspis acaciae
Gymnaspis acaciae är en insektsart som beskrevs av Walter Wilson Froggatt 1914. Gymnaspis acaciae ingår i släktet Gymnaspis och familjen pansarsköldlöss. Inga underarter finns listade i Catalogue of Life.